# Ginga e Kickoff!!
Ginga e Kickoff!! (銀河へキックオフ!!) é um anime de esporte sobre um time de futebol, Mamoyama Predators, formado por alunos do ensino fundamental. O anime foi lançado pela NHK General TV no dia 7 de Abril de 2012 e encerrado em 26 de Fevereiro de 2013. Em Portugal, o anime estreou em 1 de abril de 2015 com nome de Victory Kickoff: Pontapé de Saída na SIC K.

## Personagens
Oota Shou
Shou é aluno da 6ª série, e no inicio, ele é o ultimo membro remanescente dos Mamoyama Predators e por causa disso o Gerente desfaz o time. Shou ama futebol, mesmo sendo ruim no jogo. Apesar de tudo, ele foi tentar encontrar membros para reviver o time. Primeiro ele encontrou Erika e o cachorro dela praticando futebol no parque e imediatamente convidou ela para entrar no time. Depois de ter "recrutado" Erika, eles tem um desentendimento quando ela percebe que não tem realmente um time para ela entrar. Os dois encontram-se com Shimizu Misaki  no parque enquanto eles estavam jogando e desafiaram ela para uma partida de 2 contra 1. Os dois são derrotados mas no fim Shou consegue roubar a bola e marcar o gol. Shou tem um temperamento forte e fala alto, e embora suas habilidades de futebol não são tão bons no começo ele fica melhor com o passar do tempo. Sua maior habilidade é nunca tirar o olho da bola e ver os padrões de movimento dos jogadores. Misaki disse que ele irá crescer e se tornar um incrivel jogador de futebol algum dia. Shou normalmente joga como zagueiro na lateral esquerda.
Takatou Erika
Ela é aluna da 6ª série que morava em Osaka e é ex-jogadora do time Namba Dandelions. Ela era conhecida como "Estrela Veloz" por ser muito rápida com a bola. O time dela também foi desfeito (assim como o de Shou) e ela se transferiu para escola de Shou. Ela tem um pouco de complexo sobre meninos, dizendo que eles são melhores que ela porque ela é uma garota e por isso as vezes fica irritada. Depois de encontrar a jogadora profissional Shimizu Mizaki e Shou, ela aprendeu que uma mulheres podem ser grandes jogadoras  e que há lugar para ela subir de nível se não desistir. Erika é alegre, cheia de energia e muito franca. Ela normalmente joga como atacante na lateral esquerda.
Shimizu Misaki
Saionji Reika
Saionji Reika é uma menina muito tímida da 6ªsérie,Takatou Erika descobre que ela tem boas habilidades no futebol e a leva para um teste no Mamoyama Predators,que consegue passar porém Furuya Ryuuji nao a aceita no time pelo fato de ela ser obesa.Reika no começo joga com um pouco de inibição,mas se acostuma.Sua mae nao gosta do fato dela jogar futebol.
Furuya Kota
Kota é o primeiro irmão dos "Triplet Demons", e possui grandes reflexos e atletismo que permitem que ele seja naturalmente bom em qualquer esporte, como o tênis, que é o que os três irmãos estavam praticando no início do anime. Seu coração anseia por jogar futebol e, apesar de não falar muito, quando se trata de futebol, ele se excita facilmente. Ele e seus irmãos querem ser os melhores e ele sente que, para que isso aconteça, eles precisam de um treinador incrível. É insinuado que ele é o que iniciou o afastamento de Predadores de Momoyama porque o treinador original era terrível. Kota tem um chute violento e geralmente joga no centro. Sua cor favorita é amarela.
Furuya Ryuuji
Furuya Ouzou
Ukishima
Uchimura
Uematsu
Hanashima Masaru
Kubota
Um aluno da 5ª série, goleiro com habilidades decentes que é escolhido por Massaru para jogar no Mamoyama Predators e necessário para qualificar o time para os jogos. Não se sabe muito sobre ele ainda.
Tanaka
Um aluno da 5ª série, meio-de-campo com habilidades decentes escolhido por Masaru para jogar no Mamoyama Predators e necessário para qualificar o time para os jogos. Não se sabe muito sobre ele ainda.
O Gerente
Aoto
Rival de Kota e tambem um menino muito habilidoso e rápido do time Heavens
Kageura
Suguro